# Dinar (menjada)
|  | Aquest article tracta sobre la menjada. Vegeu-ne altres significats a «Dinar». |

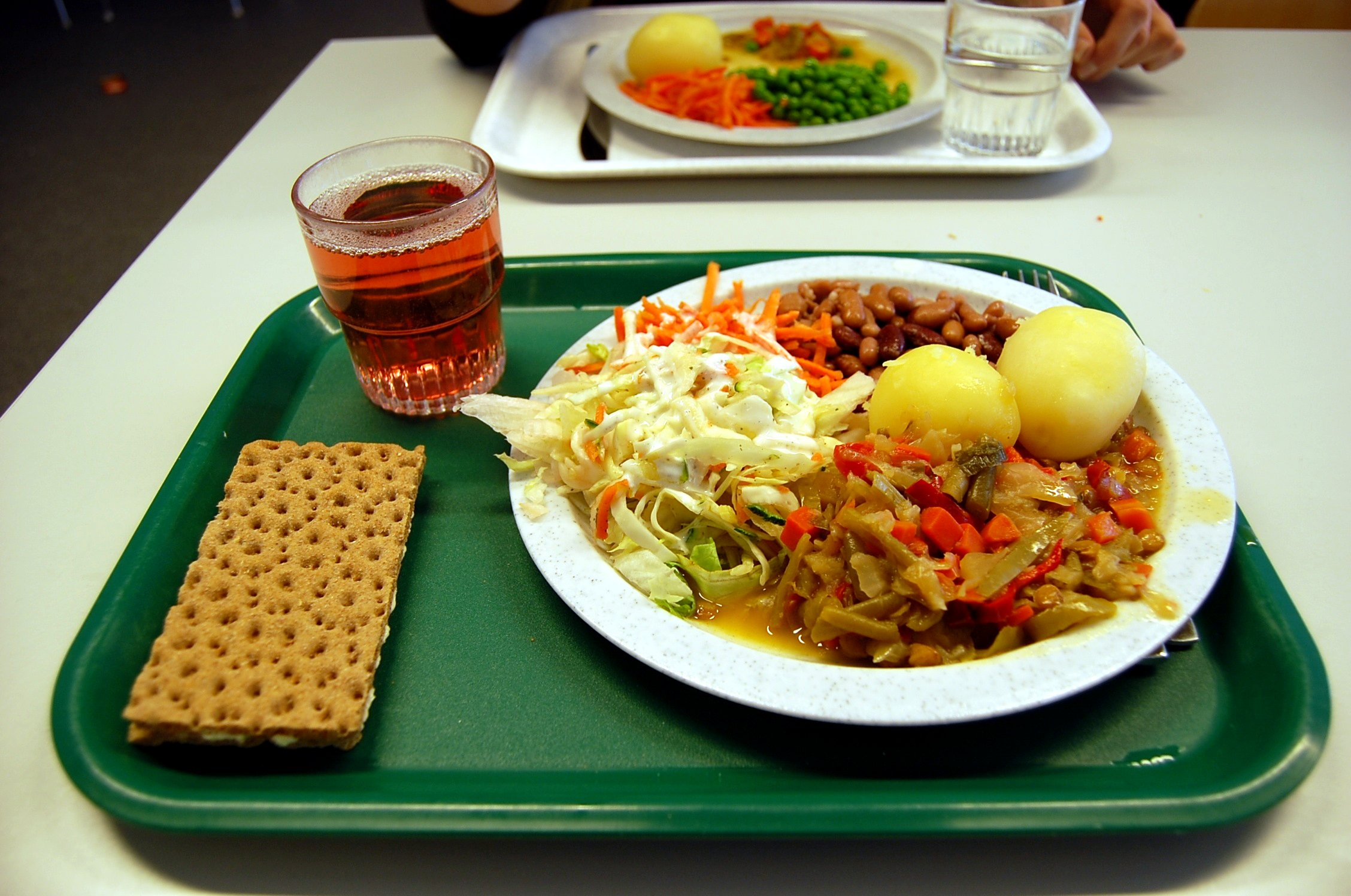
Un típic dinar d'una escola nord-americana.

El dinar és la menjada que es pren al migdia. Normalment és el segon menjar del dia, després de l'esmorzar, i varia en grandària segons la cultura i la regió.
Es denomina d'aquesta manera al menjar principal servit generalment al migdia o a les primeres hores de la tarda. Els plats servits en el dinar solen ser variats. En alguns llocs, els plats servits en el dinar són també servits en el sopar, generalment plats calents.
No obstant això, per a la gent que dina als seus llocs de treball, això pot resultar impráctic, i, per tant, el dinar es converteix en un aliment relativament senzill i fàcil de transportar. L'aliment més fàcil d'encaixar en aquesta categoria és el sandvitx o entrepà.
A Catalunya, el dinar es menja entre les 12.30 i les 3 de la tarda, depenent dels horaris laborals de cada persona. Com més tard es dina, més consistent sol ser l'àpat. Així, algú que dini al voltant de la 1 a la feina fa un àpat lleuger, mentre algú que dina a les 3 al final d'una jornada laboral farà del dinar el seu àpat principal del dia.

## Història
Els àpats s'han integrat a cada societat com a naturals i lògics. El que menja una societat pot semblar extraordinari per a una altra. El mateix passa amb el que es menjava fa molt de temps, ja que els gustos dels aliments, els elements del menú i els períodes dels àpats han canviat dràsticament amb el temps. Durant l'Edat Mitjana, l'àpat principal del dia tenia lloc a última hora del matí després de diverses hores de treball, quan no calia il·luminació artificial. A principis i mitjan del segle xvii, l'àpat podia ser en qualsevol moment entre el matí i mitja tarda.
Entre els segles XVII i XVIII, aquest àpat va retrocedir gradualment cap al vespre, creant un major interval de temps entre l'esmorzar i el sopar. Un àpat anomenat dinar va venir per omplir el buit. Però els "sopars" formals, il·luminats artificialment per espelmes, de vegades amb entreteniment, van persistir.
Fins a principis del segle xix, el dinar es reservava generalment per a les dones, que sovint dinaven amb altres dones quan els seus marits eren fora. L'àpat sovint era relativament lleuger i incloïa les restes del sopar de la nit anterior, que sovint eren abundants. Fins a l'any 1945, Emily Post va escriure a la revista Etiquette que el dinar és "generalment donat per i per a dones, però no és estrany, especialment als llocs d'estiuejar o a la ciutat els dissabtes o els diumenges, incloure un nombre igual d'homes". El dinar era un àpat lleuger per a dones; quan el príncep de Gal·les es va aturar a dinar un deliciós dinar amb les amigues, es van riure d'ell.

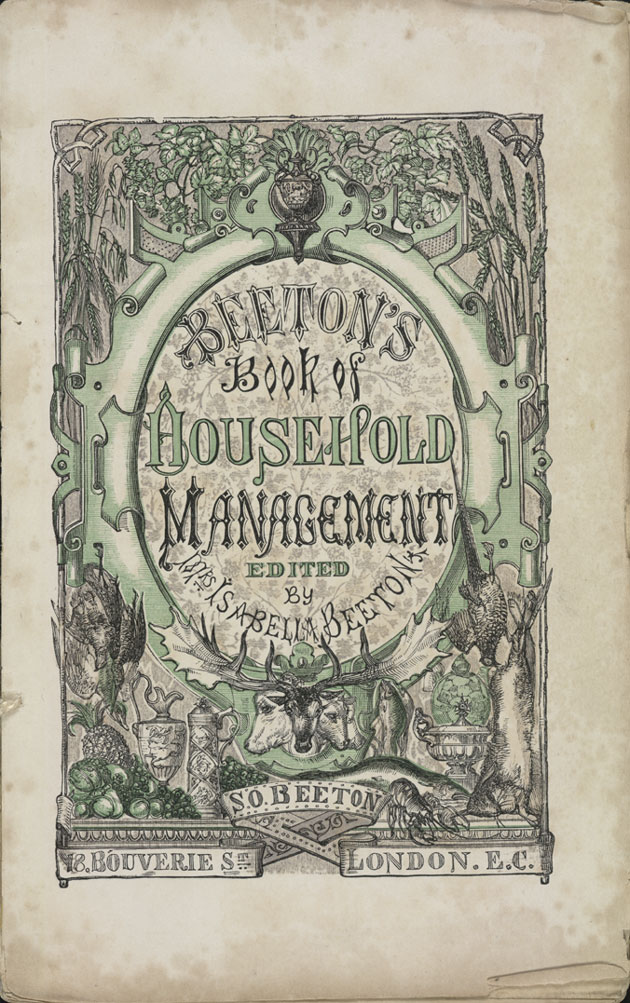
Mrs Beeton's Book of Household Management, una guia sobre tots els aspectes de la gestió d'una llar a la Gran Bretanya victoriana

A partir de la dècada de 1840, el te de la tarda va complementar aquest dinar a les quatre. Llibre de gestió de la llar de la senyora Beeton (1861), una guia sobre tots els aspectes de la gestió d'una llar a la Gran Bretanya victoriana, editada per Isabella Beeton, tenia molt menys a explicar sobre el dinar que sobre els sopars o els sopars de ball.

### Modernitat
Amb el creixement de la industrialització al segle xix, els homes treballadors van començar a fer llargs torns a la fàbrica, alterant greument els antics hàbits alimentaris de la vida rural. Inicialment, els treballadors eren enviats a casa per a fer un sopar ràpid proporcionat per les seves dones, però a mesura que el lloc de treball es va allunyar de casa, els treballadors van començar a dur alguna cosa per menjar durant un descans al mig del dia.
El dinar es va institucionalitzar lentament a Anglaterra quan els treballadors amb feines llargues i fixes a la fàbrica finalment van rebre una hora de baixa per dinar i així agafar forces per al torn de tarda. Les parades i, posteriorment, els restaurants de carn propers a les fàbriques van començar a proporcionar aliments de producció massiva per a la classe treballadora, i el menjar aviat es va convertir en una part establerta de la rutina diària, i així s'ha mantingut fins als nostres dies.
En molts països i regions, el dinar és el l'àpat principal. Les hores de dinar prescrites permeten als treballadors tornar a casa seva per menjar amb les seves famílies. En conseqüència, les empreses tanquen durant l'hora de dinar, quan el dinar és l'àpat principal habitual del dia. El dinar també arriba a l'hora de sopar en dies especials, com ara festes o esdeveniments especials, com ara el sopar de Nadal i els sopars de la collita com l'Acció de Gràcies; en aquests dies especials, el sopar se sol servir a primera hora de la tarda. L'àpat principal del diumenge, sigui en un restaurant o a casa, s'anomena sopar de diumenge.

## Àsia
Un dinar tradicional bengalí és un àpat de set plats. La cuina bengalí és un estil culinari originari de Bengala, una regió a la part oriental del subcontinent indi, que ara es divideix entre Bangla Desh i els estats indis de Bengala Occidental, Tripura, la vall de Barak d'Assam. El primer plat és shukto, que és una barreja de verdures cuinades amb poques espècies i cobertes amb una salsa de coco. El segon plat consta d'arròs, dal i un curri de verdures. El tercer plat consta d'arròs i peix al curri. El quart plat és el d'arròs i carn al curri (generalment cabrit, xai o pollastre). El cinquè plat conté preparacions dolces com rasgulla, pantua, rajbhog, sandesh, etc. El sisè plat consisteix en payesh o mishti doi (iogurt dolç). El setè plat és el de paan, que actua com a refrescant bucal.
A la Xina al segle XXI el dinar no és tan complicat com abans de la industrialització. Sovint es mengen arròs, fideus i altres aliments calents, ja sigui en un restaurant o en un recipient. La cuina occidental no és estranya.

## Austràlia
A Austràlia, un àpat lleuger que es menja entre les 10:30 hores i el migdia es considera el te del matí; i el dinar es fa entre les 12 i les 14 hores. De vegades, també es fa l'hora del te a la tarda, un àpat en què les porcions d'aliments solen ser significativament més petites que al dinar.

## Europa

### Occidental

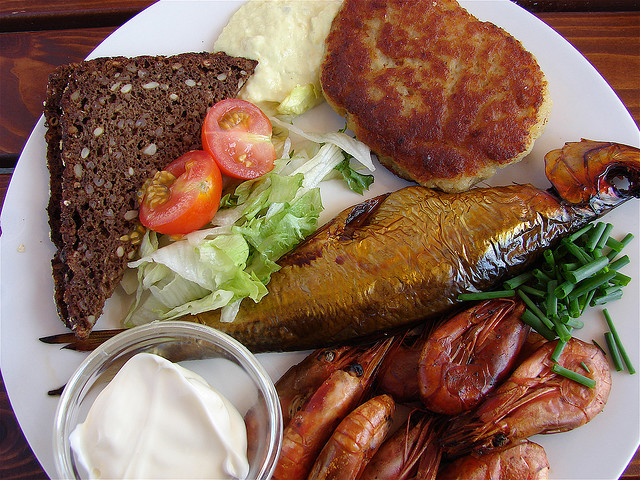
Un dinar a l'illa danesa de Bornholm

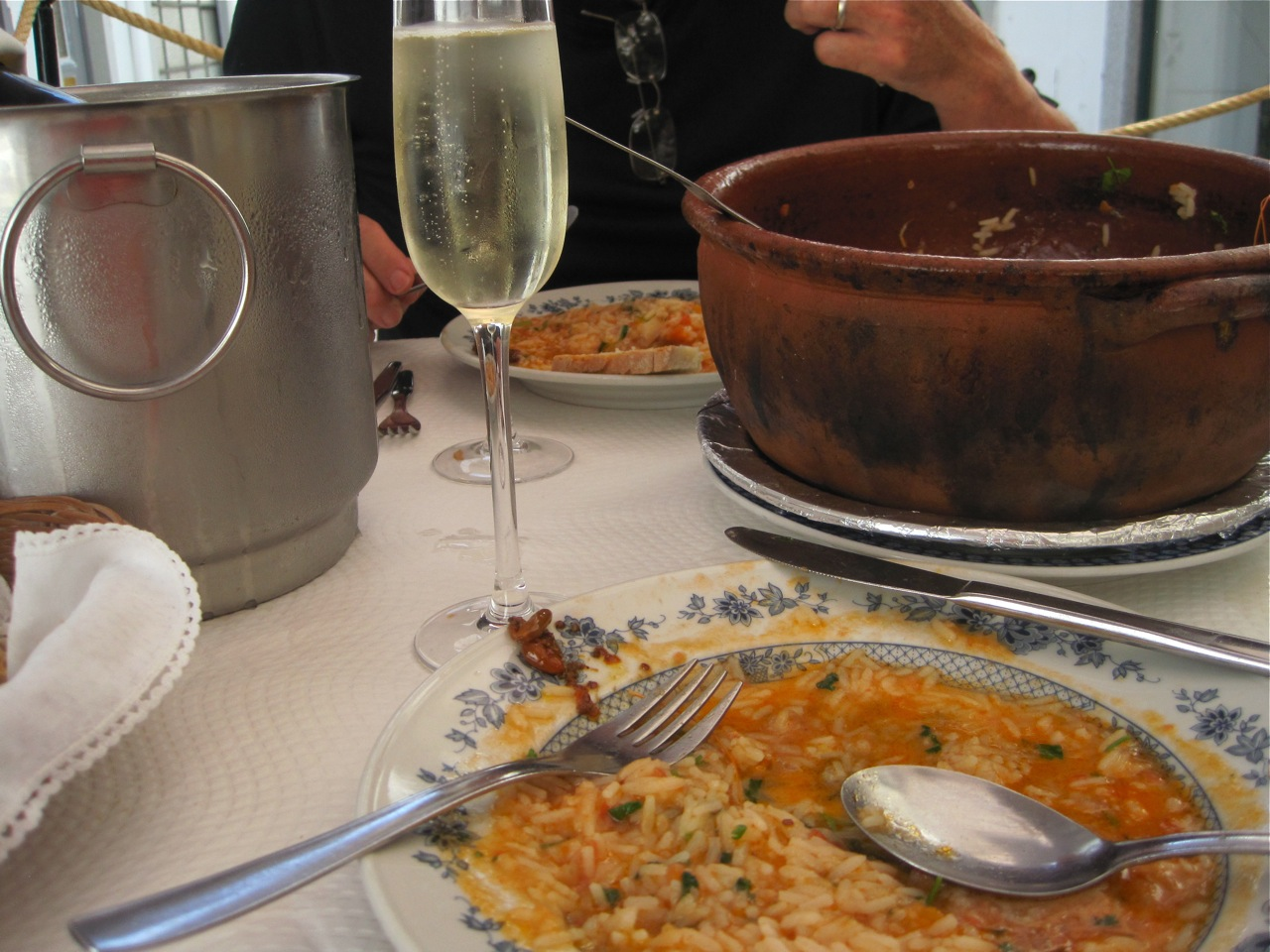
Un arròs de marisc en un dinar a Portugal

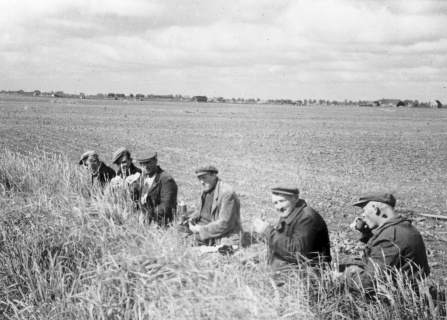
Treballadors agrícoles fent una pausa per dinar a Nieuw-Scheemda, Oldambt, Groningen, Països Baixos, c. 1955

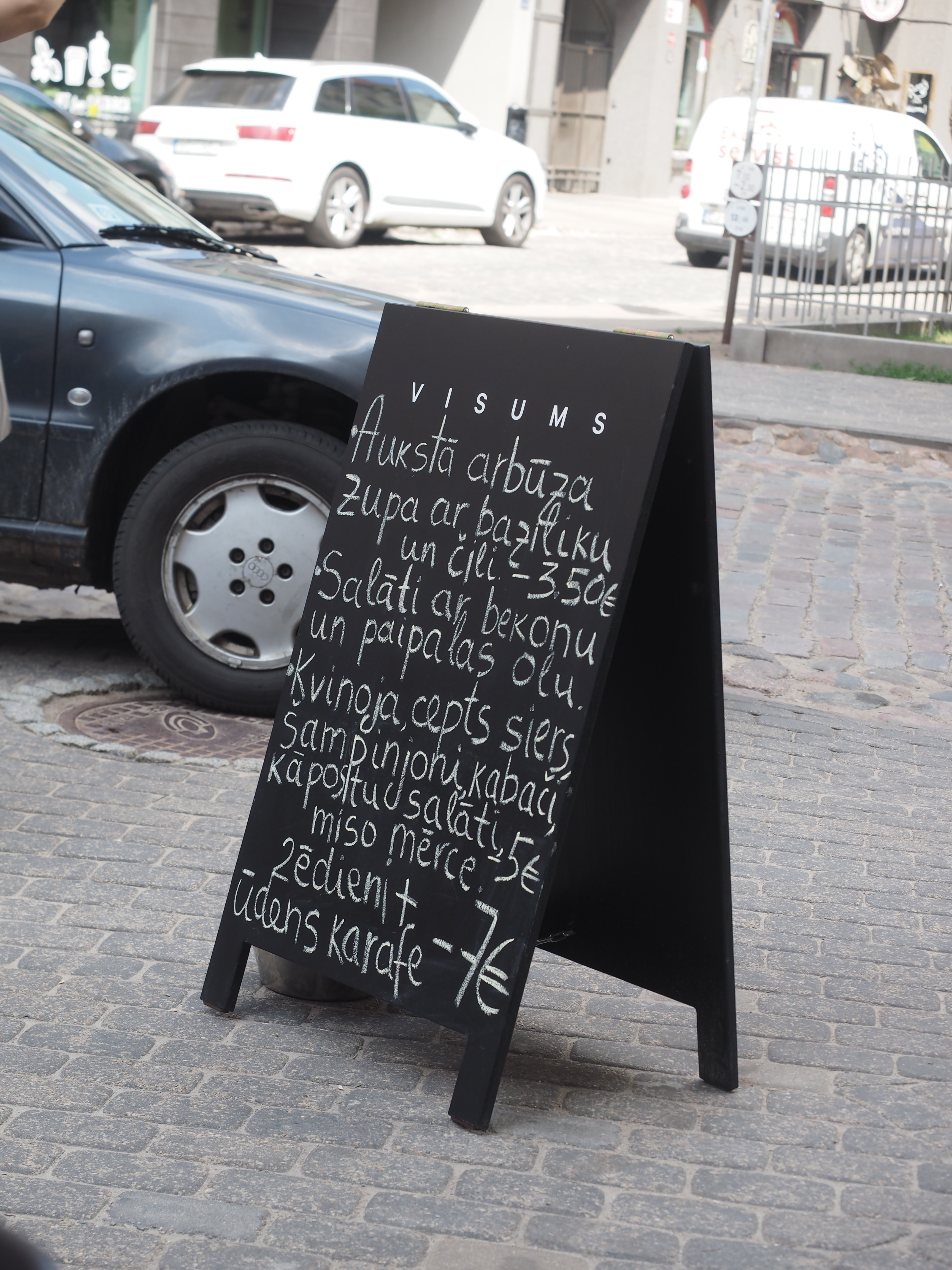
Un menú de migdia en un restaurant de Riga, a Letònia.

El dinar a Dinamarca, conegut com frokost, és un àpat lleuger. Sovint inclou pa de sègol amb diferents complements, com ara paté de fetge, arengada i formatge. L'entrepà obert danès és una delicadesa de dinar danès que s'utilitza sovint per a reunions de negocis o esdeveniments especials.

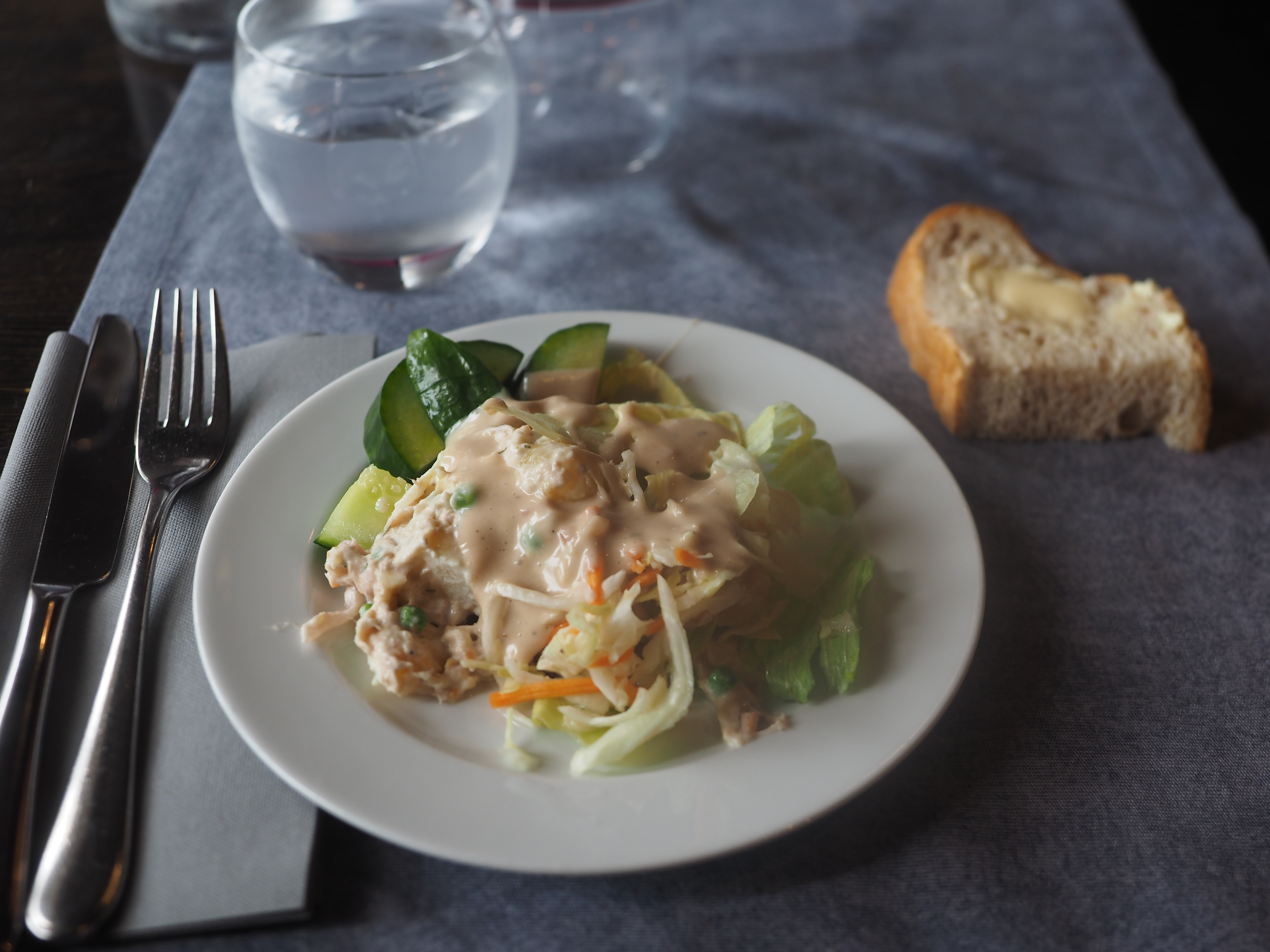
El dinar a Finlàndia sol incloure una petita amanida com a entrant.

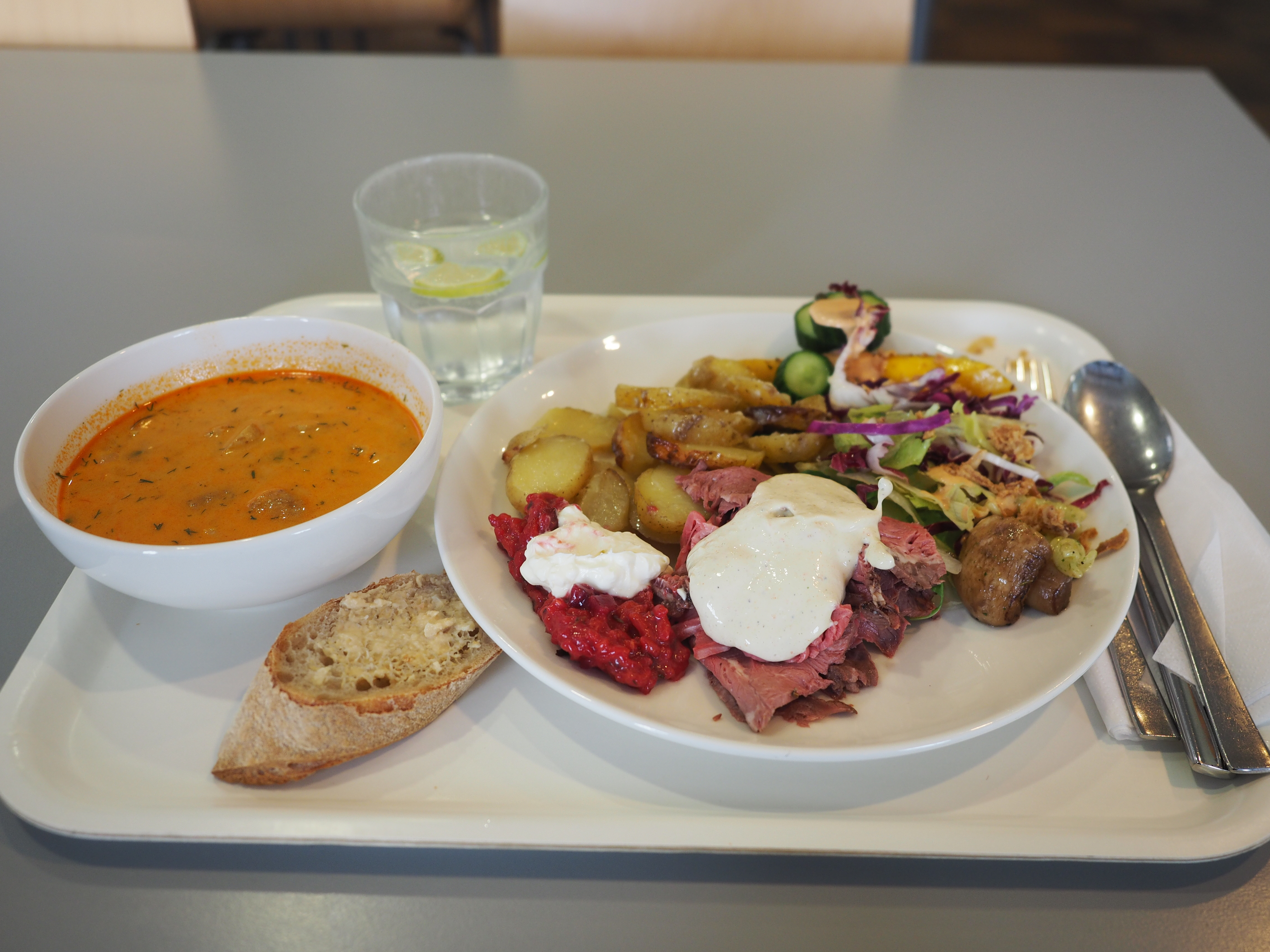
Molts restaurants serveixen el dinar d'un bufet en lloc de porcions fixes.

A Finlàndia, el dinar és un àpat calent complet servit com un sol plat, de vegades amb petites amanides i postres. Els plats són diversos, que van des de plats de carn o peix fins a sopes prou pesades per constituir un àpat.
A França, l'àpat del migdia es fa entre les 12 i les 14 hores.
A Itàlia, el dinar es fa cap a les 12.30 hores al nord i a les 14 hores al centre sud; és un àpat complet, però és més lleuger que el sopar.
A Alemanya, el dinar era tradicionalment l'àpat principal del dia. És un àpat calent substancial, de vegades amb plats addicionals com la sopa i les postres. Sol ser un plat salat que consisteix en proteïnes (per exemple, carn), aliments amb midó (per exemple, patates) i verdures o amanida. Les cassoles i els guisats també són populars. Hi ha alguns plats dolços com el Germknödel o l'arròs amb llet que també poden servir de plat principal.
Als Països Baixos, Bèlgica i Noruega, és habitual menjar entrepans per dinar: llesques de pa que la gent acostuma a portar a la feina o a l'escola i menjar a la cantina. Les llesques de pa solen omplir-se d'aliments dolços o salats com ara mantega de cacauet, llesques de carn, formatge o kroket. L'àpat normalment inclou cafè, llet o suc i, de vegades, iogurt, fruita o sopa. Es menja cap al migdia, durant una pausa per dinar.
A Portugal, el dinar (almoço en portuguès) consisteix en un àpat calent complet, semblant al sopar, generalment amb sopa, plat de carn o peix i postres. Se serveix entre el migdia i les 14 hores. És l'àpat principal del dia a tot el país. La paraula portuguesa lanches deriva de la paraula anglesa, però fa referència a un àpat o berenar més lleuger que es pren durant la tarda (al voltant de les 17 hores) pel fet que, tradicionalment, el sopar portuguès se serveix a una hora més tardana que als països de parla anglesa.
A Espanya, l'àpat del migdia és al voltant de les 14 hores; en canvi, el sopar sol començar al voltant de les 21 hores. En ser l'àpat principal del dia a tot arreu, acostuma a consistir en un àpat de tres plats: el primer plat sol estar format per un aperitiu; el segon plat més elaborat, generalment a base de carn o peix; les postres d'alguna cosa dolça, sovint acompanyades d'un cafè o petites quantitats d'alcohol. La majoria de les botigues petites tanquen entre dues i quatre hores per permetre tornar a casa a dinar.
A Suècia, el dinar sol ser un àpat calent complet, igual que a Finlàndia.
Al Regne Unit, excepte els diumenges, el dinar és sovint un petit àpat dissenyat per evitar passar gana fins l'hora de sopar. Se sol menjar a primera hora de la tarda. Sovint s'ofereix i es consumeix als pubs. Els plats del dinar de pub inclouen peix i patates fregides, i altres. Però els diumenges, sol ser l'àpat principal, i normalment l'àpat més gran i formal de la setmana, al qual es poden convidar familiars o altres convidats. Tradicionalment, es centra en un rostit de carn de diumenge. Es pot servir més tard que un dinar entre setmana, o no.

### Central
A Hongria, el dinar és tradicionalment l'àpat principal del dia, seguit d'una sopa.
A Polònia, l'àpat principal del dia es menja tradicionalment entre les 13 hores i les 17 hores i consta d'una sopa i un plat principal. És el segon dels tres àpats principals del dia; śniadanie (esmorzar), obiad (dinar/sopar) i kolacja (sopar/sopar). Hi ha un altre àpat que alguns anomenen drugie śniadanie, que significa "segon esmorzar". També es fa un berenar lleuger que consisteix en entrepans, amanida o una sopa fina.
A Romania, el dinar (prânz en romanès) és el principal àpat calent del dia. El dinar normalment consta de dos plats, el primer plat és una sopa i el segon plat, el plat principal, sovint consisteix en carn acompanyada de patata, arròs o pasta (garnitură). Tradicionalment, la gent cuinava i menjava postres, però avui dia és menys comú. Els diumenges el dinar és més consistent i s'acostuma a acompanyar d'un aperitiu o amanida.

### Oriental
A Rússia, l'àpat del migdia es fa a la tarda. Normalment, el dinar és l'àpat més gran i consta d'un primer plat, normalment una sopa, i un segon plat que seria carn i guarnició. El te és estàndard.
A Bòsnia i Hercegovina, el dinar és l'àpat principal del dia. Tradicionalment, és un àpat calent, de vegades amb plats addicionals com sopa i postres. Sol ser un plat salat, format per proteïnes (com la carn), aliments amb midó (com les patates) i una verdura o amanida. Se sol menjar al voltant de les 14 hores.
A Bulgària el dinar es menja entre les dotze del migdia i les dues de la tarda. A la capital, Sofia, es demana dinar de pa i porta ja que els descansos de dinar són massa curts per anar fora. En altres llocs, els búlgars mengen sovint amanides com a entrant i un plat de cuina nacional de segon plat.

## Orient Mitjà

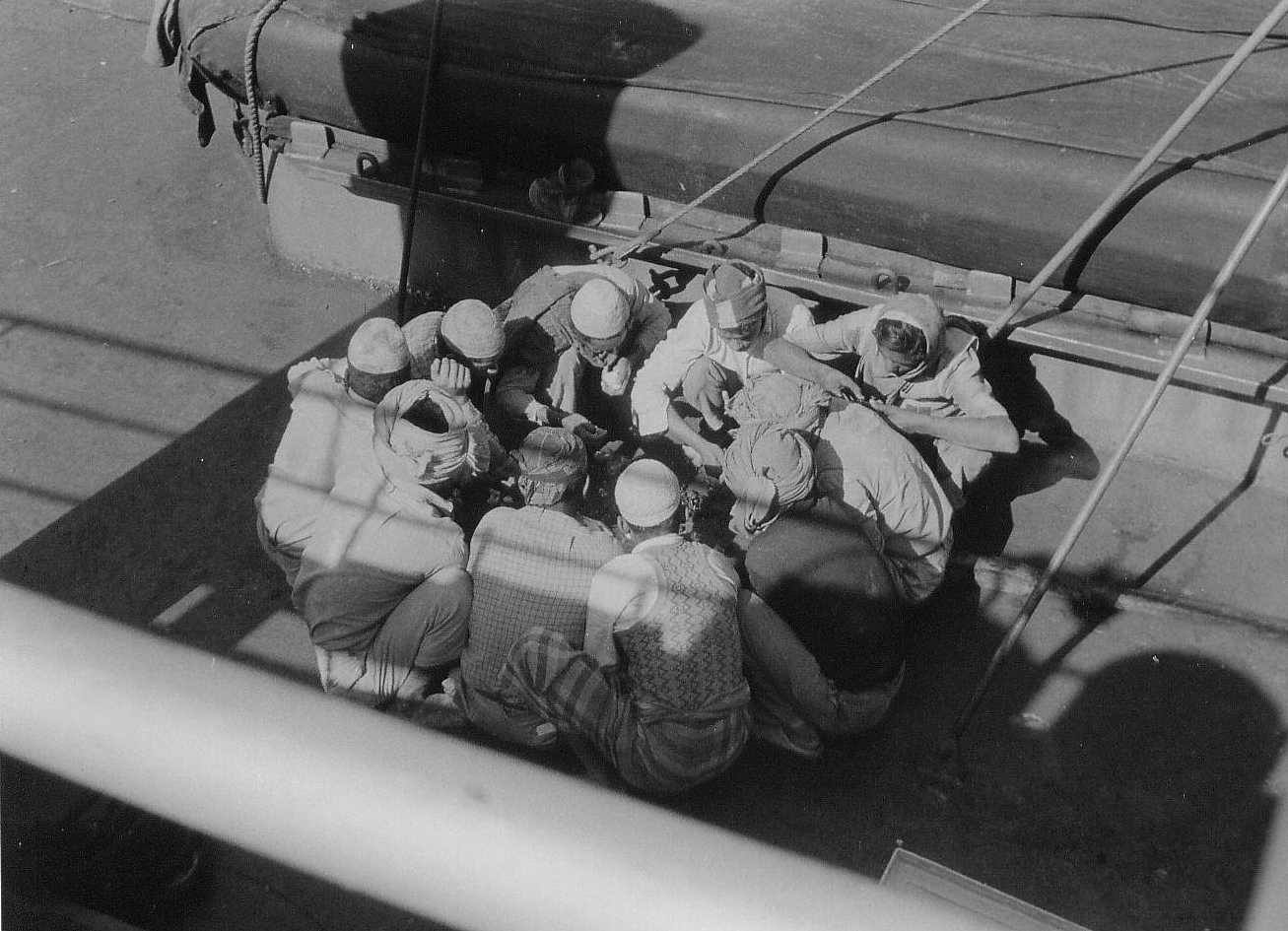
Treballadors portuaris àrabs a bord d'un vaixell de càrrega durant el dinar el 1958

A l'Àsia Occidental (Orient Mitjà) i a la majoria dels països àrabs, el dinar es menja entre les 13 hores i les 16 hores i és l'àpat principal del dia. Normalment, consta de carn, arròs, verdures i salses i de vegades, però no sempre va seguit de postres. El dinar també es menja com un àpat lleuger de vegades a l'Orient Mitjà, com quan els nens arriben a casa de l'escola mentre els pares encara estan fora de la feina. Es serveix habitualment aigua, que pot estar gelada, i també es consumeixen altres begudes com refrescos o begudes de iogurt.

## Amèrica del Nord
Als Estats Units i al Canadà, el dinar sol ser un àpat de mida moderada que es menja generalment entre 11 i les 13 hores. Durant la setmana laboral, els nord-americans solen fer un dinar ràpid que sovint inclou algun tipus d'entrepà, sopa o restes del sopar de la nit anterior (per exemple, arròs o pasta). Els nens solen portar dinars per emportar a l'escola, que poden consistir en un entrepà amb embotit i formatge, tonyina, pollastre o mantega de cacauet, així com al Canadà, coca farcida, així com una mica de fruita, patates fregides, postres i una beguda com suc, llet o aigua. També poden comprar els àpats que els proporcioni la seva escola. Els adults poden sortir de la feina per sortir a dinar ràpid, que pot incloure algun tipus d'entrepà calent o fred, com ara una hamburguesa o un entrepà . També són habituals les amanides i les sopes, així com una sopa i entrepà, tacos, burritos, sushi, caixes bento i pizza. El dinar es pot consumir a diversos tipus de restaurants, com ara restaurants formals, informals ràpids i de menjar ràpid. Els canadencs i nord-americans generalment no van a casa a dinar, i el dinar rarament dura més d'una hora, excepte els dinars de negocis, que poden durar més temps. Als Estats Units el dinar llarg ha estat tornant des del 2010. Als Estats Units, les empreses poden deduir el 80% del cost d'aquests dinars. En general, els nens tenen una pausa a mitjan jornada escolar per dinar. Les escoles públiques sovint tenen una cafeteria on els nens poden comprar el dinar o menjar un dinar per emportar. Els internats i les escoles privades, incloses les universitats, solen tenir una cafeteria on se serveix el dinar.
A Mèxic, el dinar (almuerzo) sol ser l'àpat principal del dia i normalment té lloc al voltant de les 15 hores. Normalment, inclou tres o quatre plats: el primer és un entrant d'arròs, fideus o pasta, però també pot incloure una sopa o una amanida. El segon consisteix en un plat principal, anomenat guisado, acompanyat d'un o dos guarniments com ara mongetes fregides, verdures cuites, arròs o amanida. El plat principal s'acompanya de truites o d'un pa anomenat bolillo. El tercer plat és una combinació d'unes postres o dolços tradicionals, cafè d'olla, i un digestiu. Durant l'àpat és habitual beure aigües fresques, tot i que els refrescs han guanyat terreny en els darrers anys.

## Sud Amèrica
A l'Argentina, el dinar sol ser l'àpat principal del dia i normalment es fa entre les 12 i les 14 hores. La gent sol menjar una gran varietat d'aliments, com pollastre, vedella, pasta, amanides i una beguda com aigua, refresc o vi, i algunes postres. Encara que a la feina, la gent sol prendre un àpat ràpid que pot consistir en un entrepà portat de casa o comprat com a menjar ràpid.
Al Brasil, el dinar és l'àpat principal del dia, que té lloc al voltant de les 13 hores. Els brasilers mengen bàsicament arròs amb fesols, amanida, patates fregides, algun tipus de plats de carn o pasta, amb suc o refrescs. Però el tipus de menjar pot variar d'una regió a una altra. Entre setmana es fa un àpat més ràpid i senzill com un entrepà. Després dels àpats, també són habituals algun tipus de postres o cafè.

## Dies laborables
Com que el dinar sol caure a la meitat de la jornada laboral, es pot menjar en un descans de la feina o com a part de la jornada laboral. La diferència entre els que treballen durant el dinar i els que separen ambdues activitats podria ser una qüestió de cultura, classe social, poder de negociació o la naturalesa de la feina.